# ويليام إتش براون

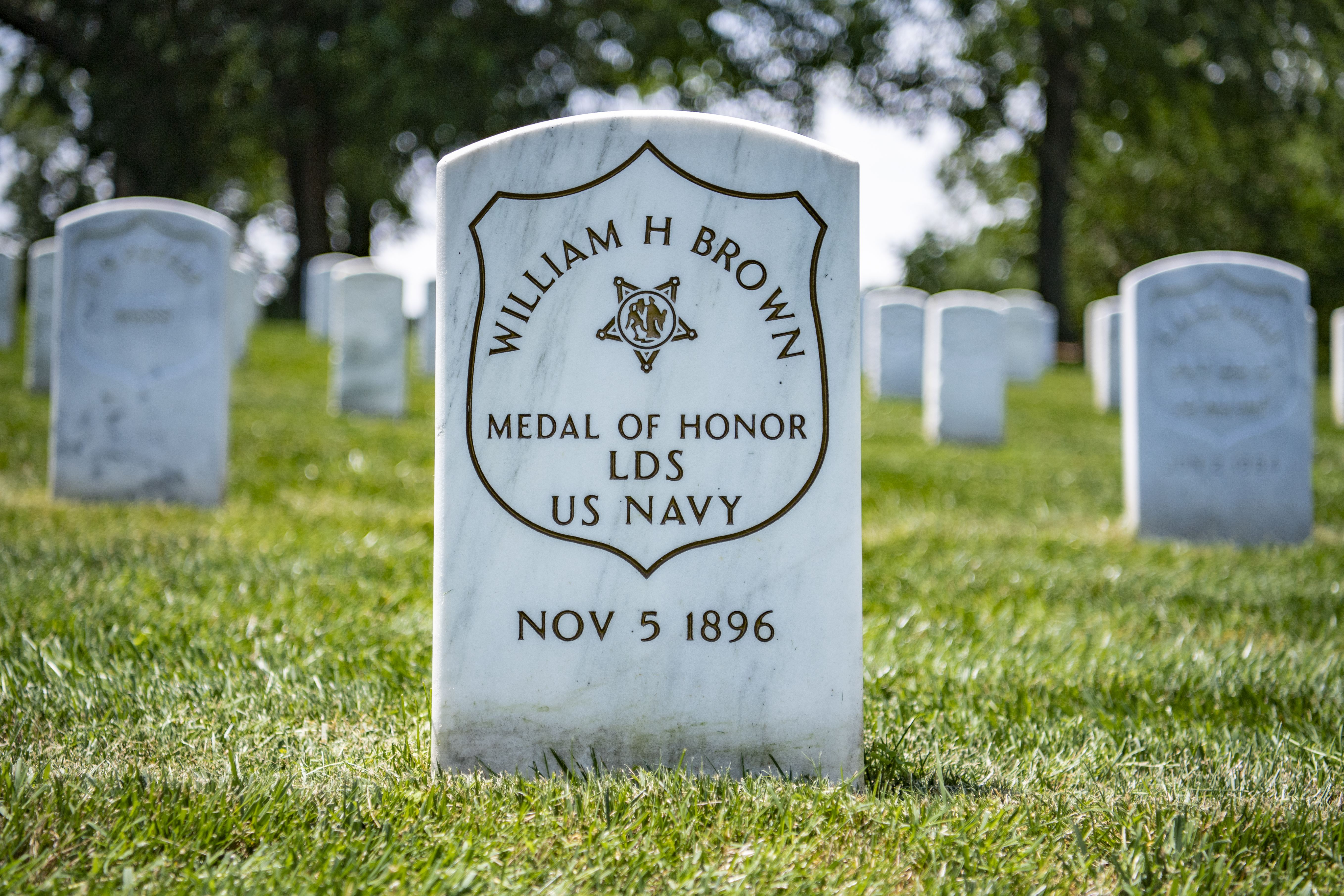
شاهد قبر ويليام براون، جندي البحرية الأمريكية والحائز على وسام الشرف، في القسم 27 من مقبرة أرلينغتون الوطنية، أرلينغتون، فيرجينيا، 15 يونيو 2020

ويليام إتش براون (بالإنجليزية: William H. Brown) هو عسكري أمريكي، ولد في 1836 في بالتيمور في الولايات المتحدة، وتوفي في 5 نوفمبر 1896.